# 로스섬

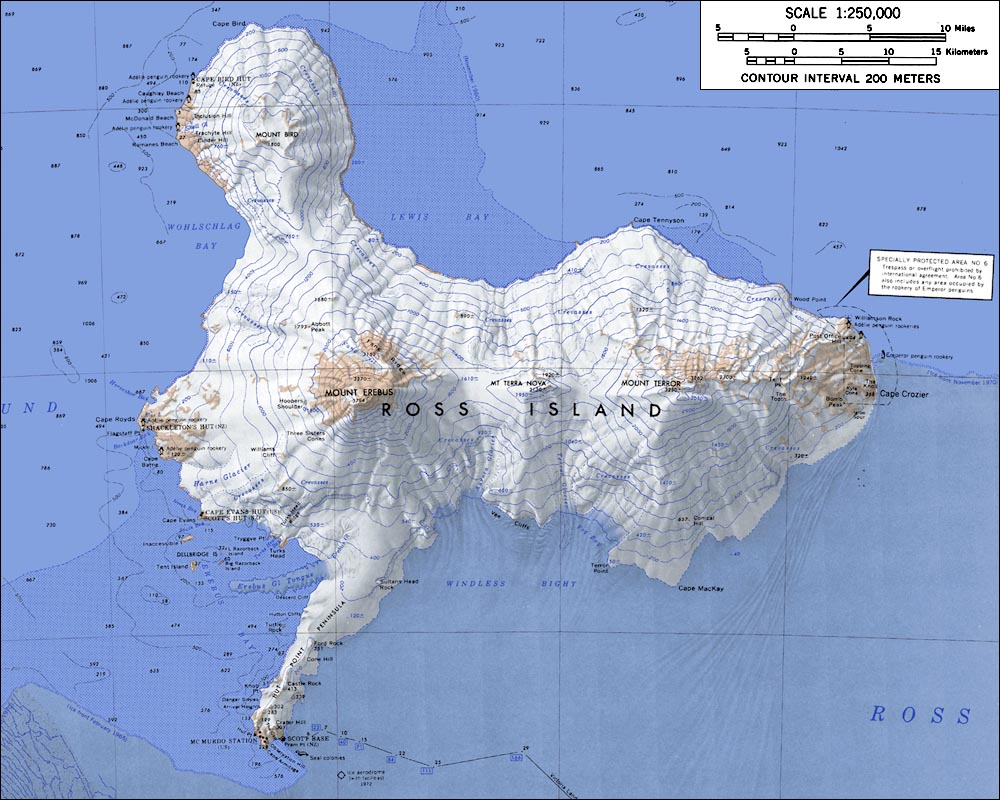
로스 섬 지도

로스섬(Ross Island)은 남극 로스해의 세 화산으로 이루어진 섬이다. 면적은 2,460 km2로, 일부를 제외한 대부분이 눈과 얼음으로 덮여있다.

## 개요
1841년 제임스 클락 로스 경이 발견했으며, 후에 로버트 팰컨 스콧이 로스 경의 이름을 따서 섬의 이름을 붙였다. 로스 섬에는 에러버스 산(3,794m), 테러 산(3,230m), 버드 산(1,765m)의 세 화산이 위치해 있다. 로스 섬은 선박을 접안할 수 있는 섬이며, 초기의 남극 탐험의 거점이 되었다. 섬의 남서부 등에는 미국의 맥머도 기지가 위치해 있다. 섬 전체 인구는 100명 정도이다.

## 같이 보기
- 맥머도만
- 로스해